# لیگ دسته دوم فوتبال ایران ۸۴-۱۳۸۳
لیگ دسته دوم فوتبال ایران ۸۴–۱۳۸۳ در فصل ۸۴–۱۳۸۳ با صعود ۲ تیم به لیگ آزادگان ۸۵–۱۳۸۴ به پایان رسید.